# 干城章嘉峰
干城章嘉峰（藏語：གངས་ཆེན་མཛོད་ལྔ་，威利转写：gangs chen mdzod lnga，THL：Gangchen Dzönga，藏语拼音：Kangqên Zoi'nga，羅馬化：Kañcanajaṅghā），又譯金城章嘉峰、肯欽眞加峰、肯陳獎加峰或康章忠格峰，海拔8,586公尺，為世界第三高峰（僅次於珠穆朗瑪峰與喬戈里峰），也是印度的最高峰。它位於喜马拉雅山脉中段尼泊尔和印度的边界线上，东经88度08分54秒，北纬27度42分09秒。
「干城章嘉」的字面意思是「五座巨大的白雪寶藏」，從它有五個峰頂而得來，其中四個峰頂高逾8,450公尺。
直到1852年，人們還以為干城章嘉峰是世界第一高峰。1955年英国登山队的4名成员从南山脊首次登顶。
干城章嘉的巨大山塊有沿東－西及南－北走向的大山脊，形成一個大「X」字。這些山脊上有一些介乎6,000至8,000公尺高的峰頂。
從大吉嶺的避暑山莊遠望干城章嘉峰，景色壯麗，在晴朗天空下有如一道從天上垂下來的白牆。錫金人視干城章嘉為神山。

## 外部連結
- 《可怕的野蛮巨峰--干城章嘉峰（页面存档备份，存于）》，cctv.com
- Kangchenjunga History （页面存档备份，存于），有更詳細及近期的關於該山峰的歷史及登山資料
- Kangchenjunga on Peakware - 圖片
- 50th Kangchenjunga Reunion 2005 - The Hindu（页面存档备份，存于）
- Trekking on the Sikkimese side of Kangchenjunga, with maps and pictures（页面存档备份，存于）
- Trekking on the Nepali side of Kangchenjunga, with maps and pictures（页面存档备份，存于）
- The Alpine Club Kangchenjunga Exhibition
- Link to details of Joseph Hooker, his writings and biographies（页面存档备份，存于）

1. ↑  黃明山 (编). . 台北: 明山書局. 1987年.